# Алма (Міссурі)
Алма (англ. Alma) — місто (англ. city) в США, в окрузі Лафаєтт штату Міссурі. Населення — 400 осіб (2020).

## Географія
Алма розташована за координатами 39°5′47″ пн. ш. 93°32′52″ зх. д. / 39.09639° пн. ш. 93.54778° зх. д. (39.096409, -93.547800).  За даними Бюро перепису населення США в 2010 році місто мало площу 0,71 км², уся площа — суходіл.

## Демографія
Згідно з переписом 2010 року, у місті мешкали 402 особи в 173 домогосподарствах у складі 116 родин. Густота населення становила 564 особи/км².  Було 193 помешкання (271/км²).
Расовий склад населення:
| - 97,3 % — білих - 0,5 % — чорних або афроамериканців - 0,2 % — азіатів |

До двох чи більше рас належало 1,7 %. Частка іспаномовних становила 0,5 % від усіх жителів.
За віковим діапазоном населення розподілялося таким чином: 24,9 % — особи молодші 18 років, 51,2 % — особи у віці 18—64 років, 23,9 % — особи у віці 65 років та старші. Медіана віку мешканця становила 44,0 року. На 100 осіб жіночої статі у місті припадало 87,9 чоловіків;  на 100 жінок у віці від 18 років та старших — 81,9 чоловіків також старших 18 років.
Середній дохід на одне домашнє господарство  становив 71 193 долари США (медіана — 49 500), а середній дохід на одну сім'ю — 91 664 долари (медіана — 61 875). Медіана доходів становила 50 500 доларів для чоловіків та 37 000 доларів для жінок. За межею бідності перебувало 4,9 % осіб, у тому числі 2,4 % дітей у віці до 18 років та 1,0 % осіб у віці 65 років та старших.
Цивільне працевлаштоване населення становило 189 осіб. Основні галузі зайнятості: освіта, охорона здоров'я та соціальна допомога — 28,0 %, виробництво — 11,6 %, сільське господарство, лісництво, риболовля — 11,6 %.